# 745
745 (DCCXLV) fue un año común comenzado en viernes del calendario juliano, en vigor en aquella fecha.

## Acontecimientos
- Caída del imperio Köktürks, el último Khan Bomei es asesinado. En su lugar, queda el imperio de Oriente Uigur. En Occidente, los Qarluq se hacen independientes.
- La conquista musulmana : Ibrahim ibn Al-Walid de la dinastía de los Omeyas es derrocado por Marwan II.
- Se produce la batalla de Guadalete.
- Agilolfo es nombrado obispo de Colonia.
- Un consejo dirigido por el papa Zacarías acuerdan nombrar a Raphael, Miguel y Gabriel como Arcángeles, pero no es aceptado Uriel.

## Nacimientos
- Musa ibn Ya'far, séptimo imán de los chiíes duodecimans.

## Fallecimientos
- 19 de febrero: Vivilo, obispo de Passau.
- Ibrahim ibn Al-Walid, califa omeya
- Reginfrid, obispo de Colonia
- Transmundo II, duque de Spoleto